# Jazz vocal
Pour l'usage du chant dans le jazz, voir chant jazz.

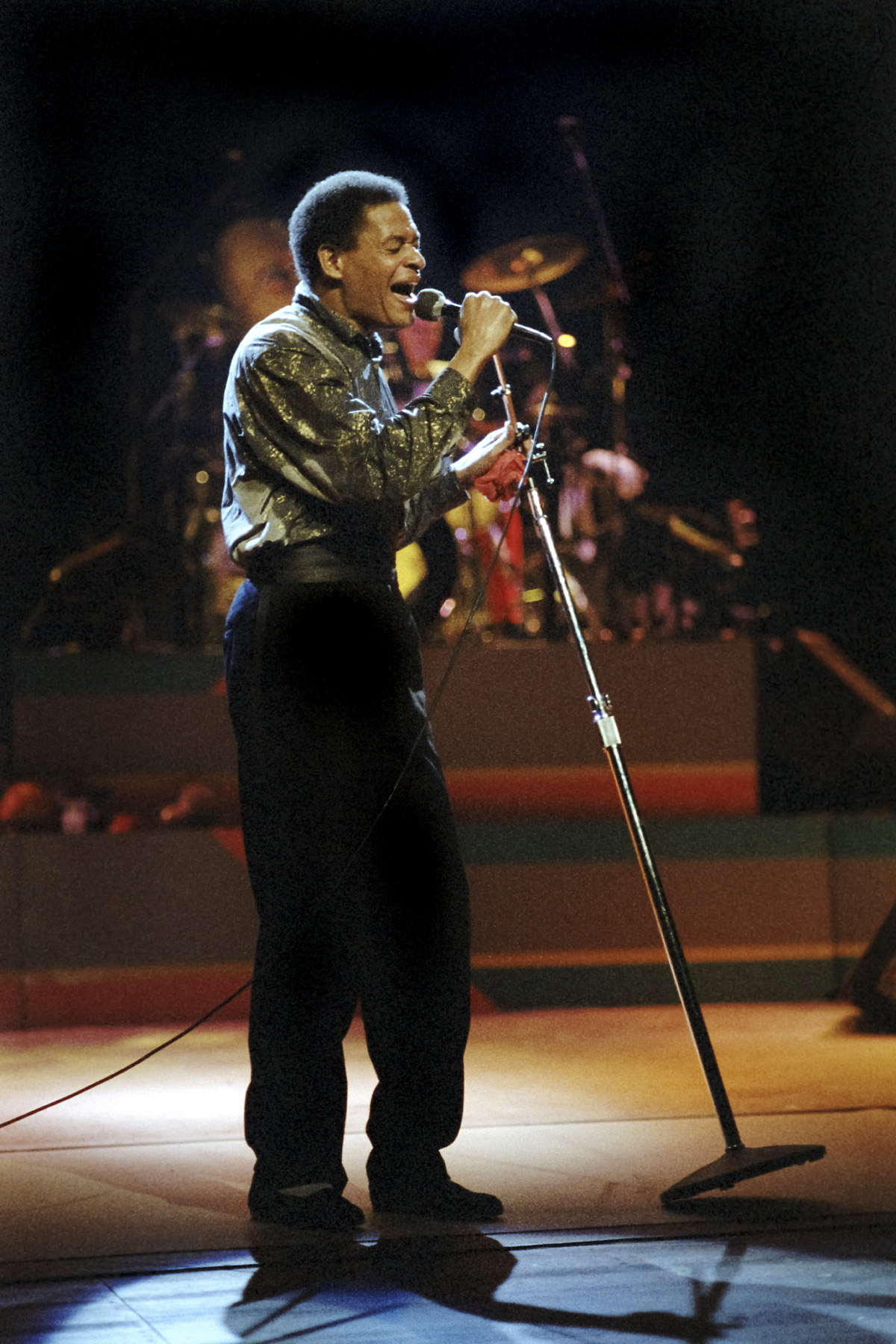
Al Jarreau en concert à Berlin, en Allemagne, en 1986.

Le jazz vocal est un sous-genre du jazz, où la voix prédomine au sein de la composition. Il est ainsi fréquemment opposé au jazz instrumental, où prédomine le jeu des musiciens. Les parties chantées peuvent consister en du chant clair, mais aussi comprendre du vocalese ou du scat. Ces techniques vocales sont regroupées sous la notion de chant jazz.
Les principaux représentants du jazz vocal sont Louis Armstrong, Billie Holiday, Ella Fitzgerald, Nina Simone, Cab Calloway, Ray Charles et Nat King Cole. Des artistes dont la technique vocale et les chansons sont proches de la musique jazz y sont parfois associés, comme Frank Sinatra, Dean Martin, Bing Crosby ou Gene Kelly, puis Diana Krall, Norah Jones, Michael Bublé et Amy Winehouse.

## Histoire

### Avant la Seconde Guerre mondiale
À la fin de la Prohibition aux États-Unis émerge le courant swing, plus dansant et joué par des big bands comme ceux de Count Basie, Benny Goodman, Duke Ellington, Jimmie Lunceford, Glenn Miller ou encore Artie Shaw. De nombreux chanteurs de jazz de l'après-guerre ont débuté avec ces groupes. Alors que le swing s'éteignait peu à peu, le nombre de big bands se réduisit et avec lui le nombre de chanteurs qui leur étaient associés ; ceux-ci tentent le plus souvent d'entamer une carrière solo. Le bebop, plus libre et créatif, provoque l'émergence de chanteuses comme Ella Fitzgerald. Elle fait de la voix un instrument à part entière, grâce à des jeux de timbres, de registres et de tessitures.

### Depuis l'après-guerre
Dans les années 1950, la popularité du jazz entame une longue période de déclin, notamment en raison de l'avènement du rock 'n' roll et de l'évolution des goûts musicaux des jeunes. Dans le même temps, le format d'album long play est inventé, ce qui libère les musiciens de la contrainte temporelle imposée par l'EP. Plus chers, les albums avaient pour public-cible les adultes et non les jeunes. Frank Sinatra, Nat King Cole et Ella Fitzgerald réalisent les albums de jazz vocal les plus populaires : cette dernière enregistra une série de songbooks (dont un consacré au répertoire de George Gershwin) qui firent connaître le chant jazz à un large public. Outre les membres du Rat Pack mené par Sinatra, les chanteuses et chanteurs de jazz les plus connus dans les années 1950 et 1960 sont notamment Sarah Vaughan, Vic Damone, Mel Tormé, Lambert, Hendricks and Ross, Tony Bennett, Billy Eckstine, Joe Williams, Dinah Washington, Anita O'Day, Julie London, Chris Connor, June Christy, Eartha Kitt et Carmen McRae.
Les années 1970 voient des artistes comme Mark Murphy, Maxine Sullivan, Al Jarreau, Flora Purim, George Benson, Carol Sloane, Urszula Dudziak ou encore Bobby McFerrin connaître le succès. Les chanteuses et chanteurs de jazz les plus populaires actuellement sont Diana Krall, Cassandra Wilson, Kurt Elling, Harry Connick Jr., Amy Winehouse, Norah Jones, Madeleine Peyroux, Jamie Cullum et Sade Adu.
Le jazz vocal a essentiellement été un phénomène populaire et la frontière avec la pop est parfois mince. Certains artistes ont toutefois fait usage du chant jazz à des fins d'expérimentation et ont développé des styles avant-gardistes (souvent apparentés au free jazz), comme Jeanne Lee ou Patty Waters.